# Sōta Fujii
Sōta Fujii (japanska: 藤井 聡太, Fujii Sōta), född 19 juli 2002 i Seto i prefekturen Aichi, är en japansk shogispelare  på professionell nivå. Han är den yngste som licensierats på professionell nivå av Japan Shogi Association.
Fujii växte upp i en familj där pappan var tjänsteman på ett företag (salaryman) och mamman hemmafru. Han lärde sig att spela shogi vid fem års ålder. Vid sju års ålder träffade han för första gången sin kommande shogimentor, den professionelle spelaren Masataka Sugimoto.
Vid tio års ålder (2012) blev Fujii elev vid en shogiutbildning under överinseende av Masataka Sugimoto. Han spelade sin debutmatch på professionell nivå i december 2016, och besegrade då den 76-årige Hifumi Katō. Katō var vid detta tillfälle landets äldste aktive professionelle shogispelare.
I mars 2018 gick Fujii ut ett lägre gymnasium i Nagoya och påbörjade därefter studier vid ett högre gymnasium i samma ort. Han har sagt sig överväga att bli shogispelare på heltid, men han har valt att tills vidare fortsätta sina studier. 
Fujiis omnämnande av kulbanesystemet Cuboro 2017 ledde till en mycket stor efterfrågan av detta pegagogiska spel i Japan. Det var i ett dokumentärprogram om honom i teve i januari 2017 som han berättade att han som liten hade tyckt om att bygga kulbanor, och hans mamma visade foton med avancerade konstruktioner som han gjort vid tre års ålder.